# Bosnisch-herzegowinische Badminton-Mannschaftsmeisterschaft
Bosnisch-herzegowinische Badminton-Mannschaftsmeisterschaften werden seit 2008 ausgetragen. Der ersten beiden Auflagen gewann der BC Banja Luka. 2008 starteten auch die Titelkämpfe der Erwachsenen.

## Die Titelträger
| Saison    | Sieger        |
| --------- | ------------- |
| 2008      | BC Banja Luka |
| 2009      | BC Banja Luka |
| 2010 2025 | keine Daten   |